# Friedrich Schwenn
Friedrich Schwenn (* 18. August 1889 in Teterow; † 1955) war ein deutscher Altphilologe und Gymnasiallehrer.

## Leben
Friedrich Schwenn, Sohn eines Lehrers, besuchte die Große Stadtschule in Rostock. Nach dem Abitur 1907 studierte er an den Universitäten Rostock, München und Freiburg. Im Jahr 1911 erhielt er den vollen Geldpreis für seine Antwort auf die 1910 vom Direktor des klassisch-philologischen Seminars der Universität Rostock gestellte Preisaufgabe „De veterum sacrificiis humanis“ („Über die Menschenopfer der Alten“). Daraus entwickelte sich seine Dissertation zum antiken Menschenopfer, mit der er Ende 1914 bei Johannes Geffcken in Rostock promoviert wurde. 1913 legte er die Lehramtsprüfung ab und war anschließend zunächst als Lehramtskandidat in Rostock tätig. 1916 wurde er Oberlehrer in Bützow, 1919 Lehrer an der Domschule Güstrow und später Studienrat in Rostock. 1925 habilitierte er sich an der Universität Rostock und lehrte dort als Privatdozent.
Sein Forschungsschwerpunkt war die Geschichte der antiken Religionen, insbesondere die der griechischen Religion und Mythologie. Auch zur griechischen Dichtung legte er Studien vor, etwa zu Alkman und Pindar. Für Paulys Realencyclopädie der classischen Altertumswissenschaft (RE) steuerte Schwenn 50 Artikel vor allem zu mythologischen Themen bei, dazu schrieb er Artikel für das Ausführliche Lexikon der griechischen und römischen Mythologie.

## Veröffentlichungen (Auswahl)
- Die Menschenopfer bei den Griechen und Römern (= Religionsgeschichtliche Versuche und Vorarbeiten Nr. 15, 3). Töpelmann, Gießen 1915 (Digitalisat).
  - Teildruck: Griechische Menschenopfer. Naumburg 1915 (mit Lebenslauf; Digitalisat).
- Der Krieg in der griechischen Religion. In: Archiv für Religionsgeschichte Bd. 21, 1922, S. 58–71 (Digitalisat).
- Gebet und Opfer. Studien zum griechischen Kultus (= Religionswissenschaftliche Bibliothek Bd. 8). Winter, Heidelberg 1927 (Habilitationsschrift).[3]
- Die Theogonie des Hesiodos. Winter, Heidelberg 1934.
- Zu Alkmans grossem Partheneion-Fragment. In: Rheinisches Museum für Philologie. Neue Folge. Bd. 86, 1937, S. 289–315 (Digitalisat).
- Der junge Pindar (= Beiträge zur Sprach-, Stil- und Literaturforschung. Abteilung Antike Bd. 14). Nicolaische Verlagsbuchhandlung, Berlin 1940.